# Mulheres no Camboja

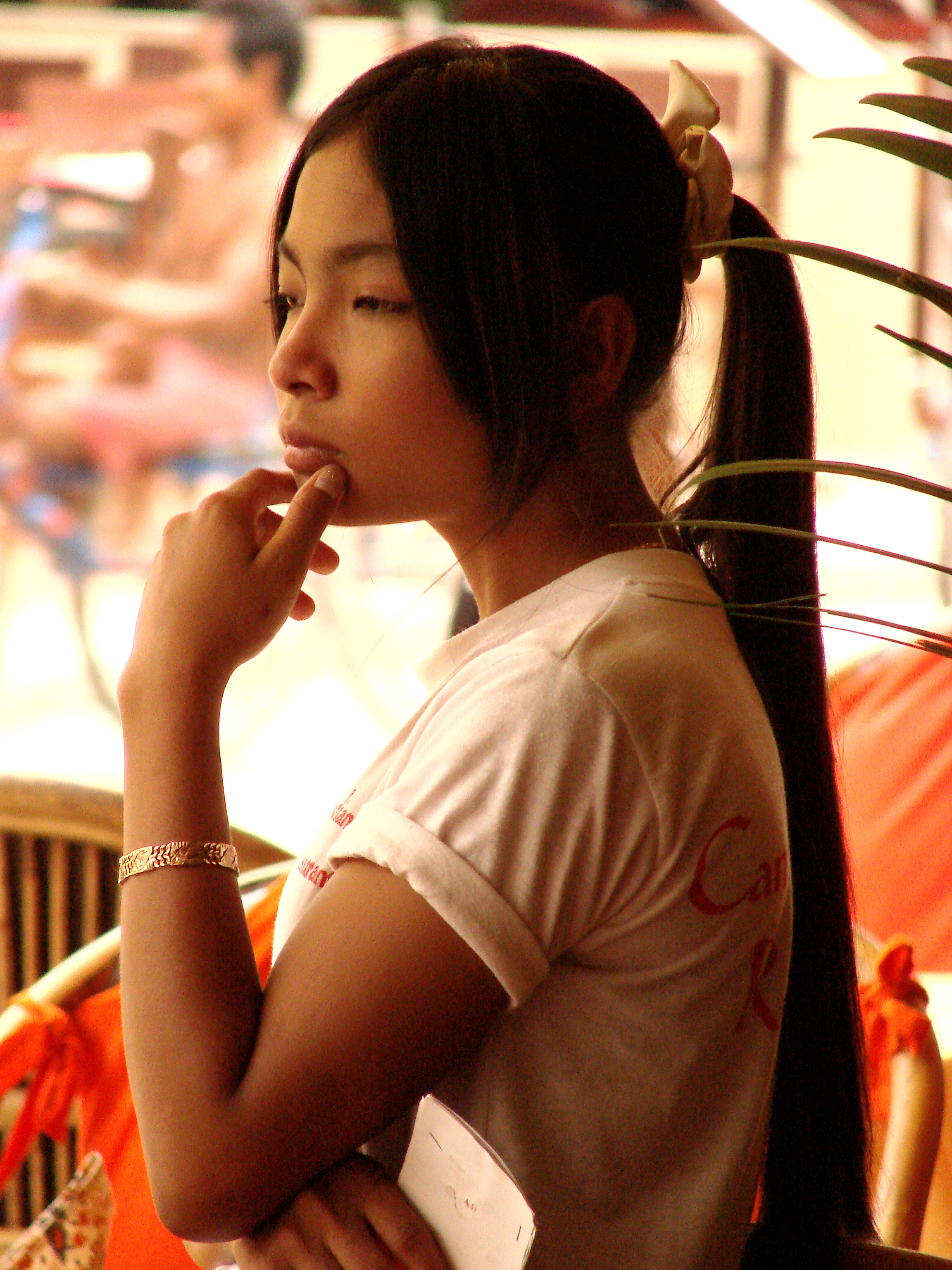
Jovem cambojana de Siem Reap.

As mulheres no Camboja referem-se aos papéis assumidos pelas mulheres na sociedade do Camboja, país do Sudeste asiático. Tradicionalmente, elas ocuparam postos domésticos, desempenhando atividades referentes ao agregado familiar, onde atuavam como cuidadoras da família e controladoras das finanças de suas famílias, além de serem vistas como responsáveis por "preservar a casa", manter a virgindade até o casamento e tornarem-se esposas fiéis, além de atuar como conselheiras e servas de seus maridos. Nos últimos anos, as mulheres tornaram-se mais ativas nas esferas tradicionalmente dominadas por homens, como a força de trabalho e a política no Camboja.

## Trabalho e religião
Na esteira da Guerra Civil do Camboja, o país sofreu um déficit no número de trabalhadores do sexo masculino. Assim, as mulheres assumiram responsabilidades que eram comumente e, principalmente, feitas por homens cambojanos. Nos termos da lei cambojana, as mulheres estão a receber "salário igual para trabalho igual". Na prática, a maioria das mulheres recebem salários mais baixos do que os seus homólogos masculinos. Durante a década de 1990, muitas jovens mulheres sem instrução das áreas rurais migraram para as cidades com a finalidade de trabalhar em fábricas de vestuário.
Em 2004, A Organização de Desenvolvimento do Camboja afirmou que 6% da força de trabalho feminina no país é remunerada.
As mulheres cambojanas são geralmente ativas nos templos budistas e participam em cerimónias religiosas, particularmente durante os dias santos. Algumas mulheres não só participam como adoradores, mas tornam-se monjas budistas (yeay chi), especialmente as viúvas e idosas.

## Educação e estatuto político

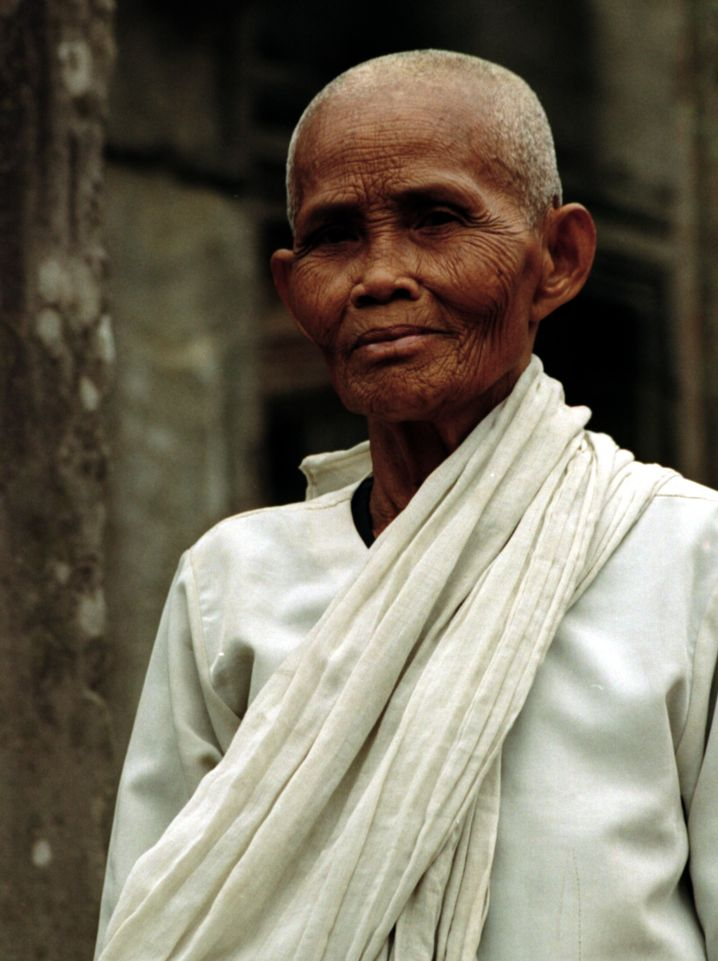
Monja budista.

Cerca de 45% das mulheres cambojanas foram relatadas como sendo analfabetas em 2004 e 16% das meninas cambojanas estavam matriculados em escolas secundárias, um número abaixo dos homens. Muitas meninas cambojanas foram impedidas de obter educação devido a vários fatores. Um fator é que elas são necessárias em casa para cuidar dos irmãos mais novos, realizar tarefas domésticas e apoiar o chefe da família. Outros fatores incluem a pobreza extrema, a distância proibitivo das escolas de muitas casas rurais e às vezes até medo de sua segurança quando se viajam sozinhas de casa para a escola. Embora as mulheres estão cada vez mais presentes nas universidades do Camboja. A partir de 2004, 20% dos graduados de universidades eram do sexo feminino.
Em geral, a partir da década de 1980 até o presente, o número de participantes do sexo feminino na política cambojana manteve-se baixo, e elas estão subrepresentadas em posições de alto nível, tanto a nível local quanto a nível nacional no governo. A partir de 1993, tem havido um aumento modesto na participação das mulheres cambojanas, incluindo a liderança em organizações não-governamentais com foco nas questões de direitos das mulheres.
Foi relatado em 2004 que 10% dos membros da Assembleia Nacional do Camboja, 8% dos membros do Conselho Comuna e 7% dos juízes eram mulheres.
Contrariamente à cultura cambojana tradicional, jovens mulheres cambojanas foram influenciadas por formas ocidentais nos últimos anos. Uma tendência é que algumas jovens cambojanas, particularmente no capital do país, Phnom Penh, abertamente consumem licores e outras bebidas alcoólicas em restaurantes. Outras influências ocidentais percebidas incluem a sensação de ter igualdade de direitos entre homens e mulheres, uma sensação de pressão dos pares, o companheirismo, a experimentação, problemas familiares, o abandono de um namorado, e cada vez mais, a publicidade.

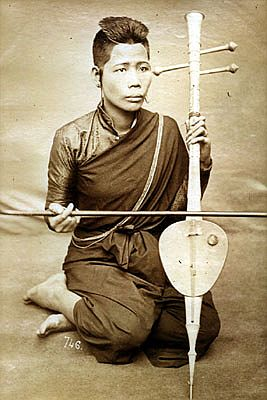
Mulher cambojana
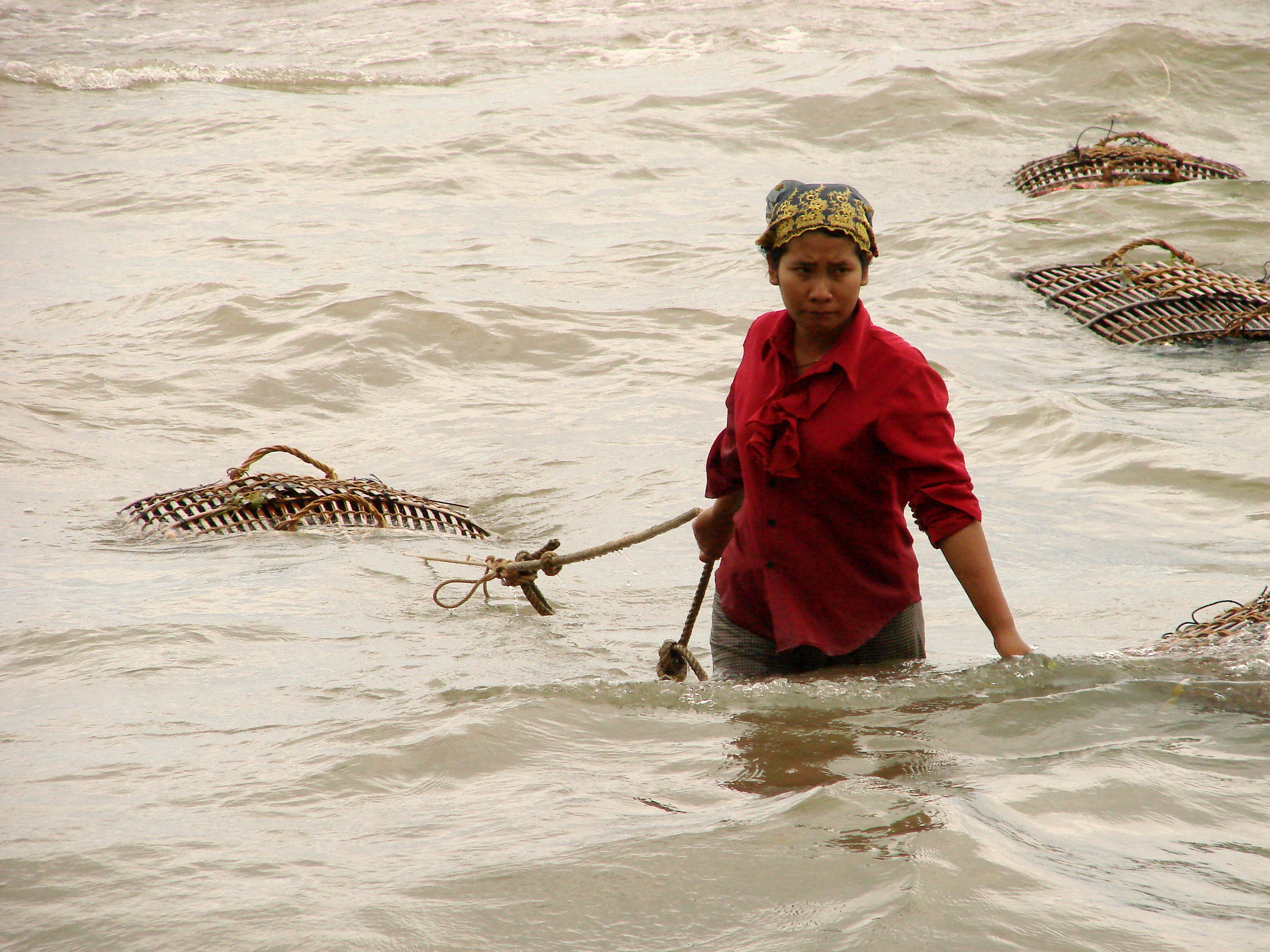
Pescadora cambojana